# Cole (Schiff, 1996)
Die USS Cole (DDG-67) ist ein Zerstörer der United States Navy und gehört der Arleigh-Burke-Klasse an. Sie wurde 1996 in Dienst gestellt und erlangte weltweite Aufmerksamkeit, als das islamistische Terrornetzwerk al-Qaida 2000 im Hafen von Aden im Jemen einen Sprengstoffanschlag auf sie verübte, bei dem 17 US-Soldaten und zwei Terroristen ums Leben kamen. Das Schiff wurde in den Vereinigten Staaten repariert und 2002 wieder in Dienst gestellt.

## Technik
Für mehr Informationen zur Technik siehe den Hauptartikel Arleigh-Burke-Klasse.
Die Cole gehört zum ersten Baulos, genannt Flight I, ihrer Klasse. Sie ist rund 154 Meter lang und 20 Meter breit. Bei voller Zuladung liegt die Verdrängung bei rund 8300 Displacement Tons (rund 8450 Tonnen). Der Rumpf und die Aufbauten sind hauptsächlich aus Stahl gefertigt, weil dieser hitzebeständiger ist als das vormals verwendete Aluminium. Auf dem Achterdeck besitzt die Cole ein Landedeck für Helikopter. Einen Hangar für die permanente Stationierung von bis zu zwei Hubschraubern gibt es auf den Schiffen der Klasse allerdings erst ab dem Flight IIA.
Die Bewaffnung der Cole besteht, neben einem Mark-45-Leichtgewichtsgeschütz auf dem Vorderdeck, aus zwei Vertical Launching Systems mit zusammen 90 Zellen, aus denen sowohl Marschflugkörper als auch Luftabwehrraketen abgeschossen werden können. Die Hauptaufgabe des Schiffes ist die Luftabwehr, aus diesem Grund ist es, wie auch die Kreuzer der Ticonderoga-Klasse, mit dem Aegis-Kampfsystem ausgerüstet. Die Arleigh-Burke-Klasse ist nach Prinzipien der Stealth-Technik entwickelt und gebaut worden, um den Radarquerschnitt zu minimieren.
Die vier Gasturbinen vom Typ LM-2500 von General Electric sind an zwei Wellen angeschlossen, die dem Zerstörer Geschwindigkeiten von mehr als 30 Knoten (55,6 km/h) erlauben. Die Reichweite beträgt circa 4400 Seemeilen (8149 km) bei einer Marschgeschwindigkeit von 20 Knoten (37 km/h).

## Name, Insigne und Motto

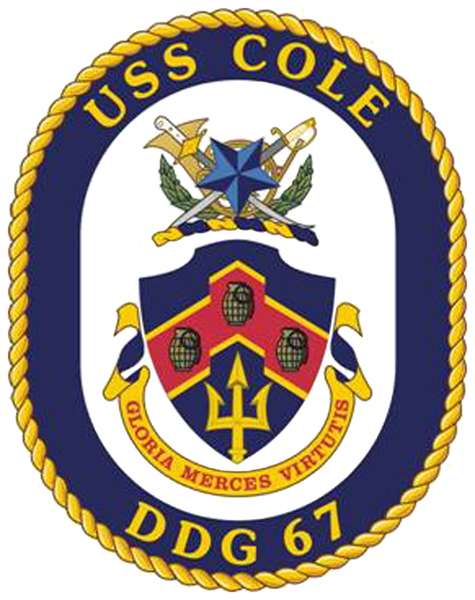
Insigne

Der Zerstörer wurde nach Sergeant Darrell S. Cole, United States Marine Corps, benannt. Cole wurde am 19. Februar 1945 während der Schlacht um Iwojima getötet, als er allein mehrere japanische Stellungen mit Handgranaten und Schusswaffenangriff ausschaltete und so den Vorstoß seines Trupps ermöglichte. Auf dem Weg zurück in die eigenen Reihen wurde Cole von einer Granate getötet. Für diese Taten erhielt Cole postum die Ehrenmedaille (Medal of Honor). DDG-67 war bereits das zweite Schiff der US Navy mit dem Namen USS Cole, allerdings war das erste nach Edward B. Cole benannt.
Das Insigne der Cole ist von einem ovalen blauen Band umrandet, das mit goldener Schrift die Namen und die Kennnummer des Zerstörers trägt; Gold und Blau sind die Farben der US Navy. Der eigentliche Schild ist ebenfalls blau gehalten, unten ist ein Dreizack abgebildet, die Symbolisierung von Seemacht. Darüber befinden sich drei Handgranaten auf rotem Grund, die an Sgt. Coles Angriff auf die japanischen Stellungen erinnern. Der durch Coles Angriff erzielte Durchbruch wird auch durch den Winkel in dem Band symbolisiert. Der Helm des Wappens zeigt einen Stern, die Repräsentation der Medal of Honor, dahinter sich kreuzende Mamelukken-Schwerter, wie sie von USMC-Offizieren getragen werden. Ganz hinten befindet sich ein Horn, das Coles Ausbildung als Feldmusiker symbolisieren soll.
Das Motto des Schiffs lautet Gloria Merces Virtutis, also etwa Ruhm ist die Belohnung für Tapferkeit, und bezieht sich ebenfalls auf Coles Taten auf Iwojima und die folgende Auszeichnung mit der Medal of Honor. Ebenfalls als Motto wird, aus gleichen Gründen, A determined Warrior, also Ein entschlossener Krieger, geführt.

## Geschichte

### Bau und erste Jahre

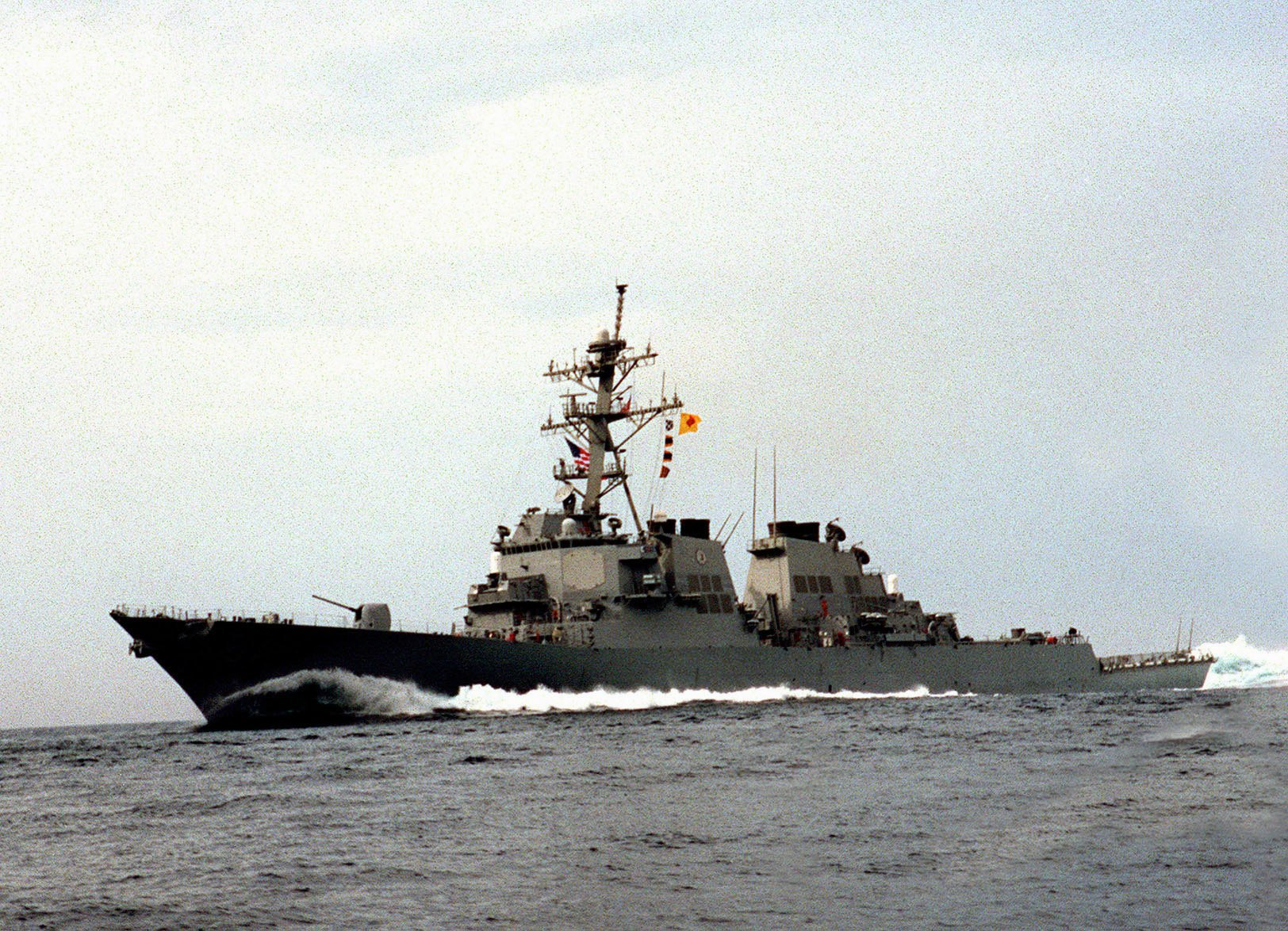
Die Cole im Persischen Golf, 1998

Der Kongress der Vereinigten Staaten billigte den Bau von DDG-67 Anfang 1991, der Auftrag wurde an Litton Industries vergeben. Am 28. Februar 1994 wurde auf der zu Litton gehörigen Werft Ingalls Shipbuilding in Pascagoula, Mississippi der Kiel des Zerstörers gelegt. Der Stapellauf fand bereits nach weniger als einem Jahr statt, am 10. Februar 1995. Die Schiffstaufe fand am 5. April 1995 statt, Taufpatin war Mrs. Lee Perry, die Ehefrau des damaligen US-Verteidigungsministers William Perry. Im Anschluss daran folgten Endausrüstung und die Werfterprobungsfahrten. Am 11. März 1996 wurde die Cole an die Navy übergeben, die weitere Probe- und Übungsfahrten durchführte. Am 8. Juni 1996 stellte die Navy den Zerstörer schließlich offiziell in Dienst. Ort der feierlichen Zeremonie war Port Everglades, Florida. Stationiert wurde das Schiff in der Naval Station Norfolk in Norfolk, Virginia.
Im Februar 1998 begann die Cole ihre erste Einsatzfahrt. Durch das Mittelmeer verlegte sie als Teil der Flugzeugträgerkampfgruppe um die John C. Stennis in den Persischen Golf, wo die Operation Southern Watch stattfand. Die Gruppe kehrte im September zurück in die Vereinigten Staaten. 1999 verblieb das Schiff an der US-Küste, im September musste sie mit den anderen Einheiten aus Norfolk auslaufen, um dem Hurrikan Floyd zu entgehen.

### Anschlag

Das Loch in der Bordwand

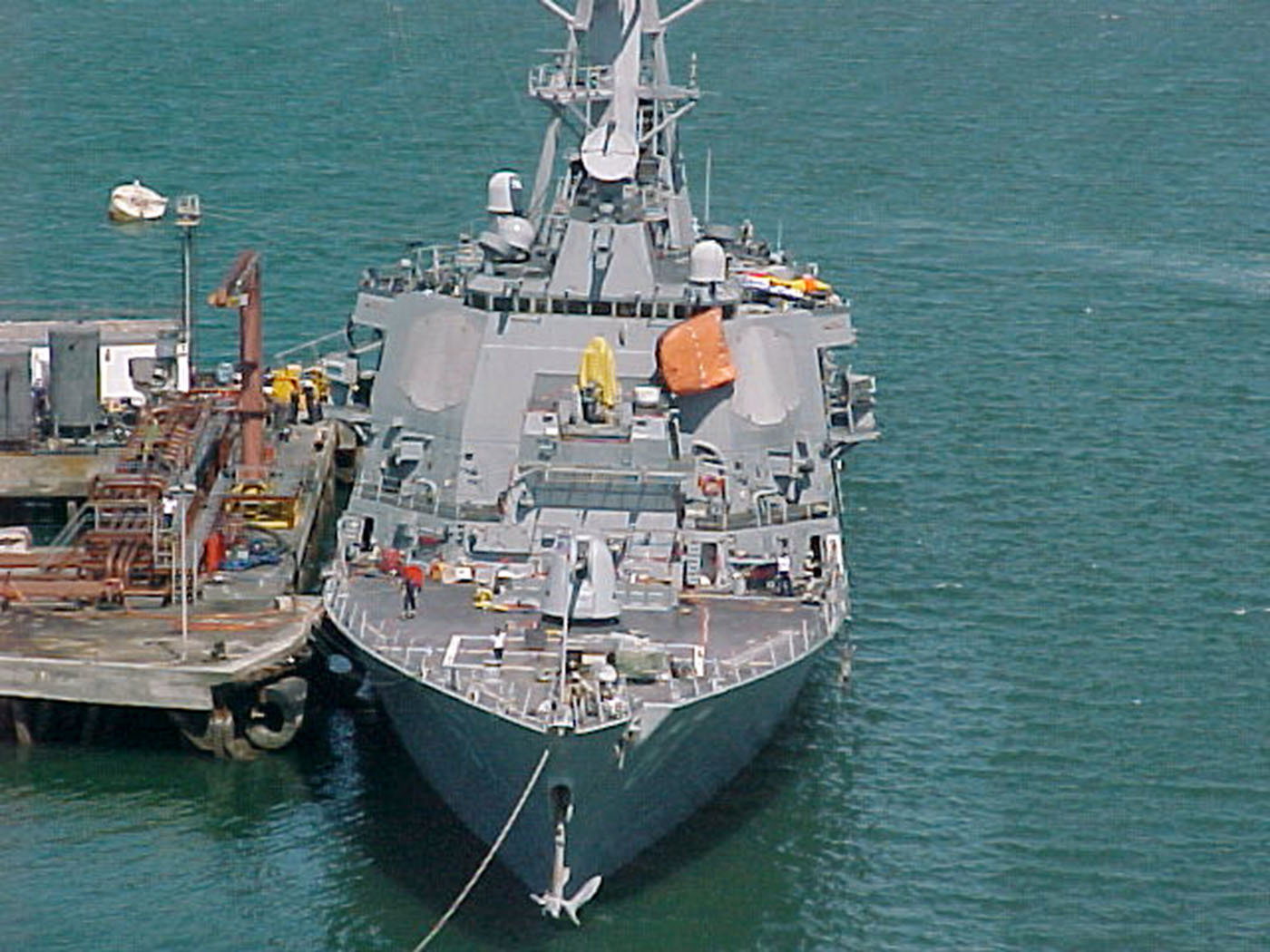
Die Cole an der Bunker-Plattform

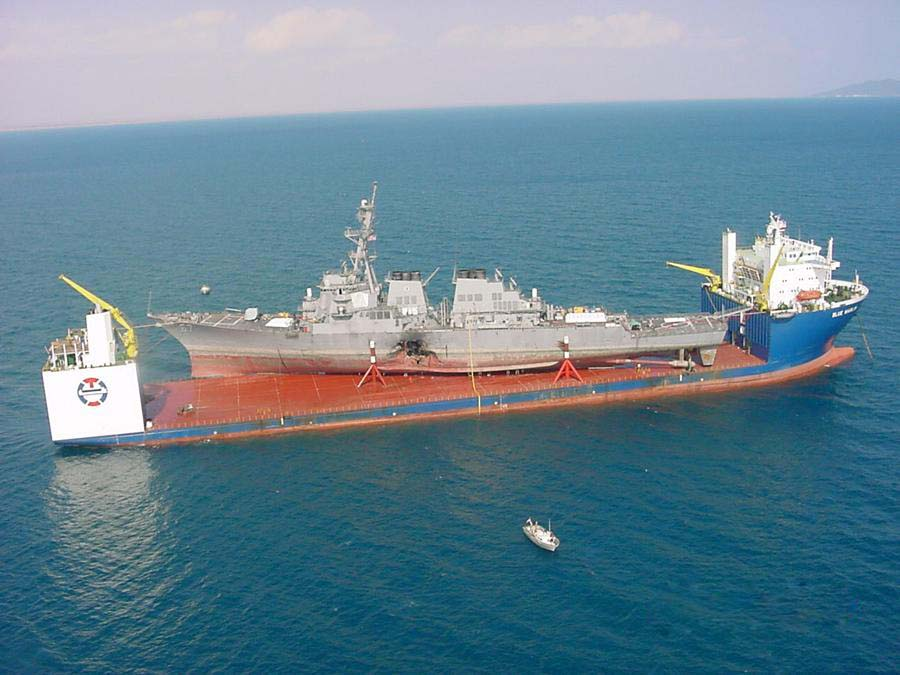
Die Cole auf der Blue Marlin, Dezember 2000

Am 8. August 2000 begann die zweite Verlegung der Cole, diesmal als Geleitschutz für die George Washington. Ziel war wiederum der Mittlere und Nahe Osten. Durch das Mittelmeer und das Rote Meer erreichte die Cole das Arabische Meer. Von dort sollte die Fahrt weitergehen in den Persischen Golf, in Bahrain war ein Hafenbesuch geplant. Am 12. Oktober machte der Zerstörer in der jemenitischen Hafenstadt Aden fest, um dort zu bunkern. Um 10:30 Uhr Ortszeit begann die Cole Treibstoff aufzunehmen. Dies geschah an einer rund 600 Meter von den Anlegestellen entfernten Plattform innerhalb des geschützten Hafenbereichs. Gegen 11:18 Uhr steuerte ein kleines Boot mit zwei Personen auf den Zerstörer zu, der sich zu diesem Zeitpunkt in mittlerer Alarmstufe (Bravo Level) befand. Dabei mussten an Deck bewaffnete Wachen patrouillieren. Das mit Sprengstoff beladene Boot wurde allerdings nicht am
Näherkommen gehindert und detonierte mittschiffs auf Höhe der Maschinenräume und der Messe. Dadurch wurde ein rund neun mal zwölf Meter großes Loch in den Rumpf gerissen. 17 Angehörige der US Navy kamen durch den Anschlag ums Leben, 39 weitere wurden verletzt.
Die Verletzten wurden nach der Erstversorgung teilweise nach Deutschland ins Landstuhl Regional Medical Center, teilweise durch französische Kräfte nach Dschibuti geflogen und dort weiterversorgt. Die Leichen wurden via Ramstein Air Base in die USA überführt. Der Zerstörer selbst nahm nach der Explosion zwar Wasser und hatte deshalb rund vier Grad Schlagseite, konnte aber durch die Leck-Sicherungstrupps über Wasser gehalten werden. Durch die Beschädigung der Turbinen und Generatoren konnte die Cole nach der Explosion außerdem keine elektrische Energie mehr produzieren. Der Großteil der Crew blieb nach dem Geschehen an Bord, um die Verletzten zu versorgen, die Lecks zu sichern, die Energieversorgung wiederherzustellen und das Schiff vor weiteren Angriffen zu sichern.
Die Cole wurde in den Tagen nach der Explosion unter anderem auch von FBI-Ermittlern untersucht, die bestätigten, dass die Explosion außerhalb des Rumpfes stattgefunden hatte und nicht etwa von der Gasturbine des Schiffes ausging, wie jemenitische Offizielle kurz nach dem Anschlag vermutet hatten. Taucher der Navy untersuchten den Kiel und bestätigten, dass dieser nicht in Mitleidenschaft gezogen worden war. Als erstes alliiertes Kriegsschiff erreichte die Marlborough, eine Fregatte der Royal Navy, früh am 13. Oktober den Hafen von Aden. Nach den Briten trafen auch zwei Schiffe der US Navy am Ort des Geschehens ein, die Fregatte Hawes und Coles Schwesterschiff Donald Cook. Später kamen außerdem mehrere Amphibientransportschiffe in den Hafen, die bei der Versorgung der Soldaten auf der Cole halfen.

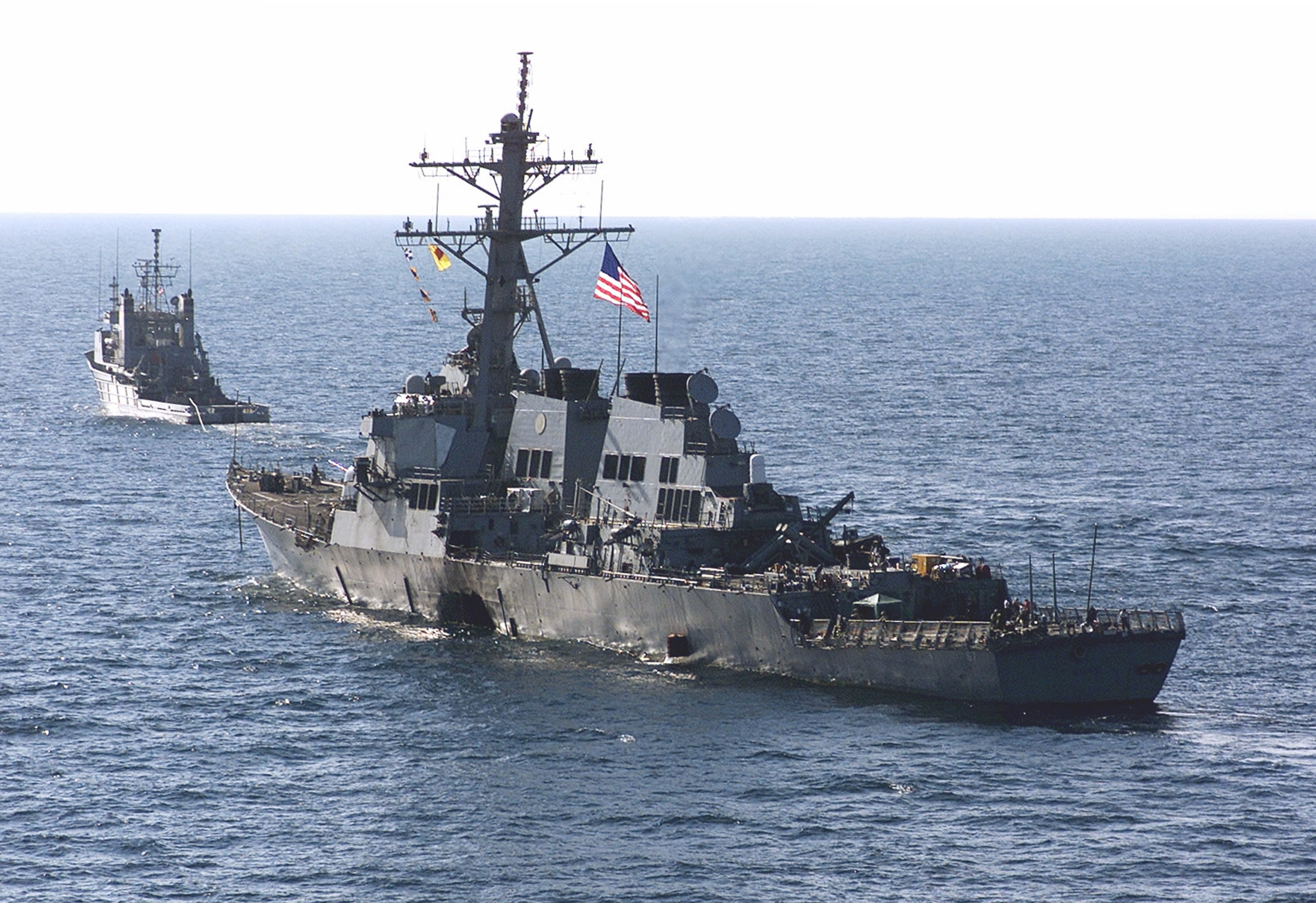
Die Cole wird aus dem Hafen geschleppt

Am 29. Oktober wurde der Zerstörer von dem Schlepper USNS Catawba (T-ATF-168) aus dem Hafen geschleppt und auf das Halbtaucherschiff Blue Marlin geladen. Dieses transportierte die Cole über den Atlantik zurück in US-Gewässer. Am 13. Dezember 2000 erreichte die Blue Marlin mit ihrer Fracht Pascagoula, wo der Zerstörer an Heiligabend bei Ingalls eingedockt wurde.
In den folgenden vierzehn Monaten wurden rund 55 Tonnen Stahl sowie zwei Gasturbinen und drei Generatoren ersetzt. Dies kostete rund 250 Millionen US-Dollar, was etwa einem Viertel der ursprünglichen Baukosten entspricht.
Dem kommandierenden Offizier der Cole, Commander Kirk Lippold, wurde mitsamt der Besatzung bescheinigt, dass sie den Anschlag nicht hätten verhindern können. Allerdings verweigerte der Senat der Vereinigten Staaten 2002 die Bestätigung der für Lippold anstehenden Beförderung zum Captain, 2006 strich Marineminister Donald C. Winter Lippold von der Beförderungsliste. 2007 ging der zu diesem Zeitpunkt 47-jährige Seemann in den Ruhestand.
Ein jemenitisches Gericht verurteilte 2004 zwei Männer wegen der Planung des Anschlages zum Tode. Abd al-Rahim al-Nashiri befindet sich in amerikanischem Gewahrsam im Gefangenenlager der Guantanamo Bay Naval Base, Jamal al-Badawi war bereits 2003 aus dem Gefängnis im Jemen ausgebrochen, 2004 jedoch wieder gefasst worden. 2006 flüchtete er erneut. Im Oktober 2007 stellte er sich den jemenitischen Behörden. Sie ließen ihn am 26. Oktober mit einer geheim gehaltenen Vereinbarung frei, im Gegenzug für die Preisgabe seines Wissens über Al-Qaida-Operationen. Bei einem US-amerikanischen Luftangriff im Gouvernement Ma'rib am 1. Januar 2019 soll Jamal Ahmad Mohammad Al Badawi nach US-Angaben in seinem Fahrzeug getötet worden sein. US-Präsident Donald Trump verkündete am 6. Januar über Twitter die gezielte Tötung, die vom United States Central Command bestätigt wurde. Ein dritter mutmaßlicher Drahtzieher, Abu Ali al-Harithi, war bereits 2002 von der CIA im Jemen mittels einer von einer Drohne MQ-1 Predator abgefeuerten AGM-114 Hellfire getötet worden.

### Wiederindienststellung

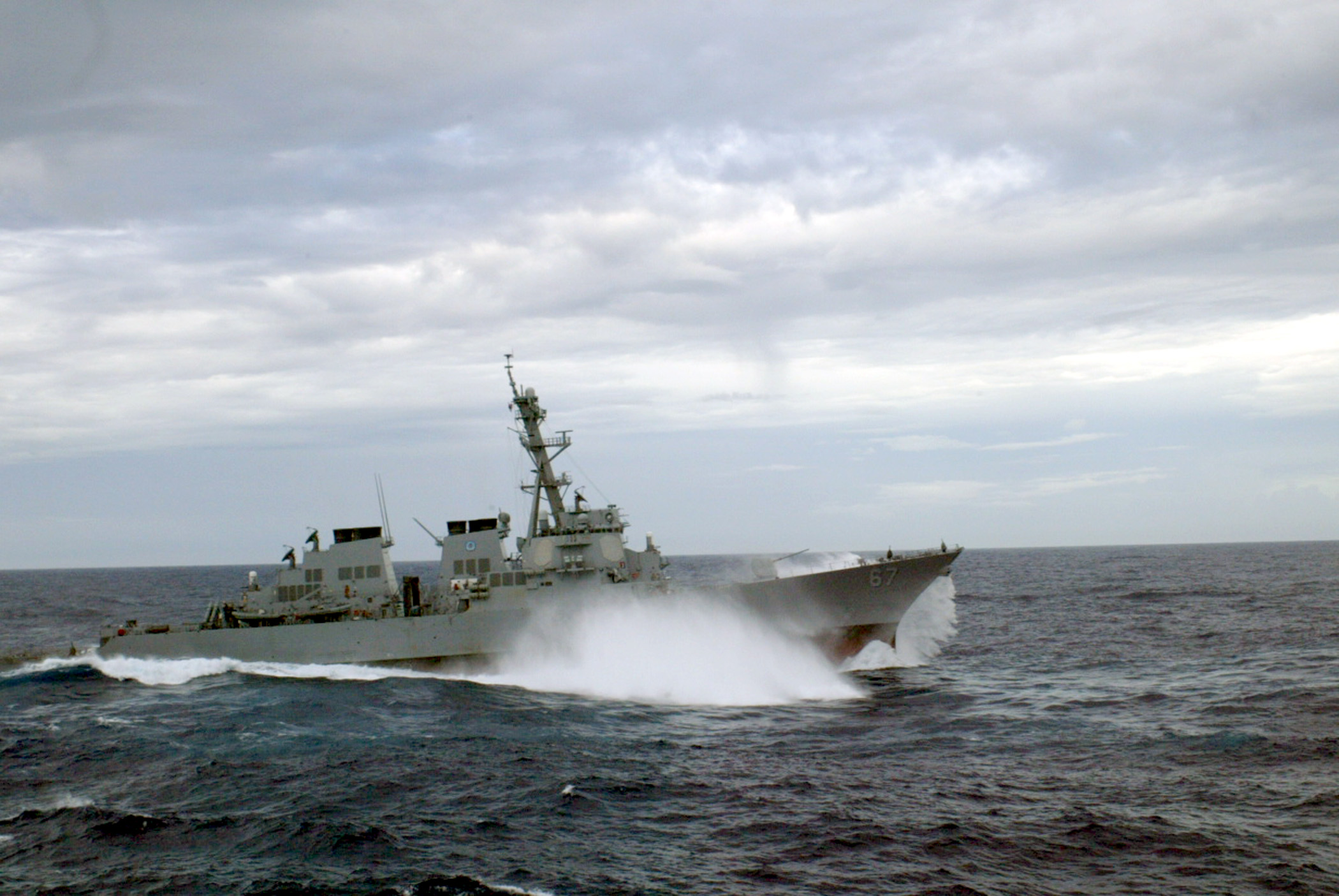
Die Cole im Atlantik, 2003

Am 14. September 2001 wurde die Cole wieder zu Wasser gelassen und absolvierte erste erfolgreiche Fahrten im Golf von Mexiko. Am 19. April 2002 folgte die Wiederindienststellung in die Flotte der US Navy, und eine Woche später lief der Zerstörer seinen Heimathafen Norfolk an.
In den nächsten Monaten wurden Erprobungs- und Trainingsfahrten durchgeführt, diese fanden vor Puerto Rico statt. Im Mai 2003 nahm die Cole wie zahlreiche weitere Einheiten auch an der Fleet Week USA teil, einer Werbekampagne für die Streitkräfte der Vereinigten Staaten, während der Besucher über das Schiff geführt wurden. Die Cole verbrachte die Fleet Week im Hafen von Fort Lauderdale, Florida.
Im September 2003 folgten erste Übungen der Cole mit der Thorn und der Gonzalez. Diese drei Schiffe legten im Oktober als Geleitschutz der Enterprise zur ersten Verlegung der Cole nach dem Anschlag ab. Die Trägerkampfgruppe wurde für sechs Monate Teil der Standing Naval Forces Mediterranean im Kampf gegen den Terrorismus. Nach einem Zwischenstopp Anfang Dezember in Rota, Spanien folgte ein Besuch in Souda Bay, Kreta und später noch in La Maddalena, Sardinien. Im Mai 2004 kehrte die Cole nach Norfolk zurück. Nach einem Jahr lokaler Operationen folgte im Mai 2005 die nächste Fahrt in europäische Gewässer, zusammen mit Anzio und Tortuga nahm die Cole an BALTOPS teil, einer multinationalen Übung in der Ostsee; im Anschluss folgte die Teilnahme an der Kieler Woche 2005. Ende Juni kehrte der Zerstörer zurück und machte in Philadelphia, Pennsylvania fest, um dort rund um die Feierlichkeiten zum Unabhängigkeitstag Besucher an Bord zu empfangen.
Im Juni 2006 schloss sich die Cole der Kampfgruppe um die Iwo Jima an, mit der sie für sechs Monate verlegt wurde. Erstmals befuhr die Cole während dieses Einsatzes wieder den Golf von Aden. Nach dem Ausbruch des Libanonkrieges war die Gruppe vor der Küste, um das Ausfliegen amerikanischer Zivilisten zu decken.
Nachdem der Zerstörer 2007 nicht verlegt worden war, nahm die Cole Anfang 2008 an der multinationalen Übung Exercise Orion ’08 teil. Dabei fuhr sie als einzige amerikanische Einheit als Geleitschutz der britischen Illustrious. Zusätzlich waren französische und spanische Schiffe an der Übung beteiligt. Ende Februar wurde die Cole zusammen mit der Nassau wegen der anhaltenden Spannungen im Libanon vor die Küste des Landes geschickt. Im Sommer nahm der Zerstörer an der multinationalen Übung BALTOPS in der Ostsee teil und war Ende Juni auch Gast auf der Kieler Woche. Im Oktober war die Cole Teil der Übung Exercise Joint Warrior 09-2 unter Kommando der Royal Navy. Anfang Februar 2010 wurde der Zerstörer für sieben Monate ins Mittelmeer und den Persischen Golf verlegt.